# Vaudoise aréna
Die vaudoise aréna ist eine Mehrzweckhalle in Prilly, einem Vorort westlich der politischen Gemeinde Lausanne im Schweizer Kanton Waadt. Sie entstand in der Nähe des ehemaligen Patinoire de Malley, der Heimspielstätte des Lausanne HC.  Die Halle ist der Mittelpunkt eines Sport- und Freizeitkomplexes Centre sportif de Malley (CSM). Sie besitzt drei Eisflächen (das Haupteisfeld, ein Trainingsfeld und eine Eisfläche im Freien). Des Weiteren stehen eine Schwimmhalle mit drei Becken, ein Fechtzentrum und eine Tischtennishalle bereit.

## Geschichte
Am 31. Juli 2015 erhielt Lausanne auf der 128. IOC-Session in der malaysischen Hauptstadt Kuala Lumpur den Zuschlag für die Olympischen Jugend-Winterspiele im Jahr 2020. Für die Großveranstaltung wurde eine neue Mehrzweckarena geplant, in dem u. a. die Eishockeyturniere und Eiskunstlaufwettbewerbe durchgeführt werden sollen. Der Entwurf stammt vom Architekturbüro Pont12 aus Chavannes-près-Renens. Zum Zeitpunkt der Machbarkeitsstudie im Jahr 2014 ging man von Gesamtkosten des Projektes von 208 Mio. CHF aus. Die jährlichen Betriebskosten wurden auf 11,79 Mio. CHF geschätzt. Der Betreiber des Halle ist die Anschutz Entertainment Group (AEG). Die Kosten werden durch die Gemeinden Lausanne, Prilly, Renens sowie dem Staatsrat des Kantons getragen. Die übrigen Gemeinden der Region Lausanne beteiligen sich an den jährlichen Betriebskosten und am Defizit. Das als Espace Malley gestartete Projekt erhielt am 22. September 2018 seinen zukünftigen Namen. Die Versicherungsgesellschaft Vaudoise Versicherungen, mit Sitz in Lausanne, wurde Namenssponsor des Neubaus.
Zur Ausstattung der vaudoise aréna gehört ein Restaurant mit 150 Plätzen und ebenso vielen Plätzen auf der Terrasse. Es gibt 16 Verkaufsstände für Essen und Getränke. Insgesamt 20 V.I.P.-Logen mit 240 Plätzen, darunter 10 Gold-Logen mit direktem Zugang zur Terrasse sowie vier modulare Logen mit Zugang zur Terrasse. Hinzu kommt der Salle Capitale olympique ein Restaurant mit V.I.P.-Bar. Zu den Spielen oder Shows bieten sich 1'200 Sitzplätze. Der Saal kann für Tagungen in mehrere Räume unterteilt werden.
Der LHC trug in der Übergangszeit des Baus seine Partien in der in sieben Monaten errichteten Malley 2.0, einer temporären Eissporthalle mit 6'700 Plätzen, aus.
Die Pläne sahen die Eröffnung im September 2019 vor. Für den 24. September war die erste Heimpartie mit dem Derby lémanique in der National League 2019/20 gegen den Genève-Servette HC angesetzt. Im April des Jahres kamen Zweifel an der pünktlichen Fertigstellung auf. Der Verein wolle, trotz Verzögerungen, dennoch alles versuchen, um die Deadline noch einzuhalten. Der Auftritt zur Europa-Premiere des Cirque du Soleil vom 19. bis 21. September musste aber abgesagt werden. Ende Mai gab sich der Präsident des Centre Sportif de Malley, Jean-Jacques Schilt, zuversichtlich, dass das angesetzte Spiel am 24. September stattfinden könne. Die Schlüsselübergabe an den Lausanne HC war am 20. September vorgesehen.
Am 24. September 2019 trafen der Lausanne HC und der Genève-Servette HC (3:5) zur Eröffnung der vaudoise aréna, die mit 9'600 Besuchern ausverkauft war, aufeinander. Unmut löste, selbst bei den Fans der Heimmannschaft, der mit gerade mal 200 Plätzen kleine Stehplatz-Gästesektor aus. Es wurde eine Online-Petition zur Vergrößerung des Sektors gestartet. Die Halle bietet bei Eishockeyspielen 6'100 Sitz- und 3'500 Stehplätze. Zu Konzerten bietet sie maximal 12'000 Plätze. Die Baukosten beliefen sich auf rund 229 Mio. CHF (etwa 211 Mio. Euro).
Im Rahmen der NHL Global Series fand am 30. September 2019 vor 9'600 Zuschauern ein Spiel zwischen dem Lausanne HC und den Philadelphia Flyers in der Vaudoise aréna statt. Die Waadtländer gewannen das Match, nach zwischenzeitlicher 4:0-Führung, mit 4:3. Wenige Tage nach der Eröffnung stürzte am 4. Oktober eine Zwischendecke im Bereich der Standplätze der Mannschaftsbusse auf einer Fläche von etwa 400 m² ein. Dabei wurden drei Arbeiter leicht verletzt. Das Spiel des Lausanne HC am folgenden Tag gegen den HC Ambrì-Piotta (3:1) konnte ohne Beeinträchtigungen stattfinden.
Die Arena sollte neben dem Hallenstadion in Zürich vom 8. bis 24. Mai 2020 Austragungsort der 84. Eishockey-Weltmeisterschaft der Herren sein. Am 21. März 2020 sagte der Weltverband IIHF das Turnier wegen der COVID-19-Pandemie ab. Die Weltmeisterschaft war mit einem Budget von 30 Mio. Euro veranschlagt. Im Vorfeld wurden bereits über 300'000 Tickets verkauft. 2026 soll die 89. Eishockey-Weltmeisterschaft der Herren in der Schweiz stattfinden. Statt der vaudoise aréna wird die BCF-Arena in Fribourg zweiter Spielort sein.
Vom 16. bis 19. Juli 2020 stand die Pétanque-Weltmeisterschaft auf dem Plan. Wegen der COVID-19-Pandemie wurde das 49. WM-Turnier auf 2021 in Santa Susanna in Spanien verschoben.

## Daten zum Projekt
- 61'201 m² Fläche[1]
- 159'000 m3 Aushub
- 29'000 m3 Beton
- 2'000 m3 Betonfertigteile
- 4'600 Tonnen Bewehrungsstahl
- 850 Tonnen Stahlrahmen für die Haupthalle
- 1'650 Tonnen Stahlrahmen für die Schwimmhalle
- 855 Türen